# Carlos César (ator)
Carlos César (1943 - Coimbra, 10 de janeiro de 2001) foi um actor e encenador português.

## Carreira
Foi um dos fundadores do Teatro Animação de Setúbal (TAS), grupo que atingiu algum prestígio e contribuiu para a descentralização do teatro português. Fez televisão onde se destacou em Vila Faia, Gente Fina É Outra Coisa, Desencontros, entre outros. Também fez cinema, contando no seu currículo títulos como O Barão de Altamira (1986), Aqui D'el Rei (1992) e Afirma Pereira (1996).
No TAS, onde exerceu as funções de director até à sua morte, encenou e protagonizou peças como Arsénico e Rendas Velhas (1990), Falar Verdade a Mentir (1999) e Quem Tem Medo de Virginia Woolf? (2000).
Morreu no Hospital da Universidade de Coimbra a 10 de janeiro de 2001, vítima de complicações cardíacas, depois de se ter sentido mal quando se deslocava de automóvel para o Porto.

## Televisão
- Zé Gato RTP 1979/1980 'Películas'

- Vila Faia RTP 1982 'Mariano'
- Gente Fina É Outra Coisa RTP 1982 'Afonso Penha Leredo e Solomón Bem-Torrado Corvelins'
- Chuva na Areia RTP 1985 'Antunes'
- O Anél Mágico RTP 1986 'Marcelo'
- Palavras Cruzadas RTP 1987 'Óscar Ramos'
- A Viúva do Enforcado SIC 1993 'Neves'
- A Banqueira do Povo RTP 1993 'Paulo Martins'
- Desencontros RTP 1994/1995 'Rodrigues'
- Roseira Brava RTP 1996 'Januário'
- Vidas de Sal RTP 1996/1997 'Herculano Aleixo'
- Filhos do Vento RTP 1997 'padre Tomé'
- Os Lobos RTP 1998 'carraça'
- Ora Viva! RTP 1998 'Sr. Duarte'
- Camilo na Prisão SIC 1998 'guarda Plácido'
- Jardins Proibidos TVI 2000/2001 'José (Zé dos Queijos)'

## Teatro
- O Pai Tirano 1992 TAS
- Teatro, Poesia e Conversa 1993 TAS
- Setubalândia 1993 TAS
- Duas Quentes e Boas 1994/1995 TAS
- O Gato 1995 TAS
- Um Caso Raro de Loucura 1996 TAS
- Alguém Terá de Morrer 1997 TAS
- O Gebo e a Sombra 1997 TAS
- O Lixo e Outras Coisas Lixadas 1997 TAS
- É Urgente o Amor 1998 TAS
- Pessoando 1998 TAS
- Quem Vai à Guerra 1999 TAS
- A Governanta 1999 TAS
- Quem Tem Medo de Virgínia Woolf? 2000 TAS
- Doces Com Sabor a Laranja 2000 TAS

## Como encenador
- A Maratona 1975 TAS
- O Meu Caso 1976 TAS
- O Tartufo 1976 TAS
- História de Uma Boneca Abandonada 1976 TAS
- Falar Verdade a Mentir 1977 TAS
- Recordando Calafate 1977 TAS
- O Informador 1978 TAS
- Os Três Fósforos 1978 TAS
- Tu Não Conheces a Música? 1979 TAS
- O Julgamento do Lobo 1979 TAS
- O Tigre 1984 TAS
- O Menino de Sua Mãe 1985 TAS
- Auto da Barca do Inferno 1986 TAS
- O Diploma 1987 TAS
- O Médico à Força 1987 TAS
- D.Xepa 1988 TAS
- Assim se Fazem as Coisas...Dentro das Tripas do Passo 1989 TAS
- À Coca 1990 TAS
- Dr.Knock 1990 TAS
- Roleta Russa 1990 TAS
- Setubalândia 1993 TAS
- A Casa Assombrada 1994 TAS
- As Patifarias de Scarpin 1994 TAS
- Duas Quentes e Boas 1995 TAS
- O Gato 1995 TAS
- Leva-me ao Teatro 1995 TAS
- Um Caso Raro de Loucura 1996 TAS
- Os Pássaros de Asas Cortadas 1996 TAS
- Um Grito no Outono 1996 TAS
- Alguém Terá de Morrer 1997 TAS
- O Lixo e Outras Coisas Lixadas 1997 TAS
- Fortunato e TV Glória 1998 TAS
- É Urgente o Amor 1998 TAS
- E Agora, Garrett? 1999 TAS
- Palconovela 1999 TAS
- Quem Vai à Guerra 1999 TAS
- Conceição ou o Crime Perfeito 2000 TAS

## Filmografia
- O Funeral do Patrão (1976)
- Afirma Pereira (1996)